# 亞速海
亞速海（romanized: Azovske more, romanized: Azovskoye more）是一個陸間海：西面有克里米亞半島，北面岸邊為烏克蘭南部，但自俄乌战争後，已實際上成为俄罗斯内海。

## 地理
長349公里、闊135公里，面積37,555平方公里。亞速海是大西洋水系之中最深入內陸的陸間海，以船隻從直布羅陀海峽進入起計，需要經過地中海、馬摩拉海和黑海三個陸間海才可進入亞速海，可以說是內陸的內陸了。事實上，它也是世界上最淺的海，平均深度只有13公尺，最深處僅15.3公尺，在塔甘羅格灣，水深甚至不足1公尺，西面有長達110公里名為阿拉巴特岬的沙洲和錫瓦什湖。主要的河流有頓河和庫班河的匯入：這降低了海水的鹽度和帶來了沉積物。
亞速海海流以逆時針方向運動，潮水高度不定，但最高可達5公尺。冬季大幅封凍。根據黑海沉降理論，形成於前5600年。在水下有新石器時代遺跡。古代希臘語和拉丁語分別稱為和。

## 政治與人文
一般人認為亞速海的名字是來自於一為名為Azum或Asuf的欽察王子—他在1067年的一場城池保衛戰中被殺，但多數學者認為是來自城市亞速，這詞語在土耳其語是「低」的意思，旨在說明城市的地勢。
沿海主要港口有別爾江斯克、馬里烏波爾、頓河畔羅斯托夫、塔甘羅格和葉伊斯克。有兩條人工運河分別連繫亞速海與裡海和伏爾加河。本海也擁有重要的漁場和油氣田。有記錄的魚類有80種，無脊椎動物有300種，但種類與數量都因污染與濫捕而減少。
2022年9月30日，俄罗斯在对乌克兰的入侵中并吞了乌克兰的四个州：卢甘斯克、顿涅茨克、扎波罗热和赫尔松，至此亚速海事实上已经成为俄罗斯的内海，俄罗斯总统普京也提到了这一点。

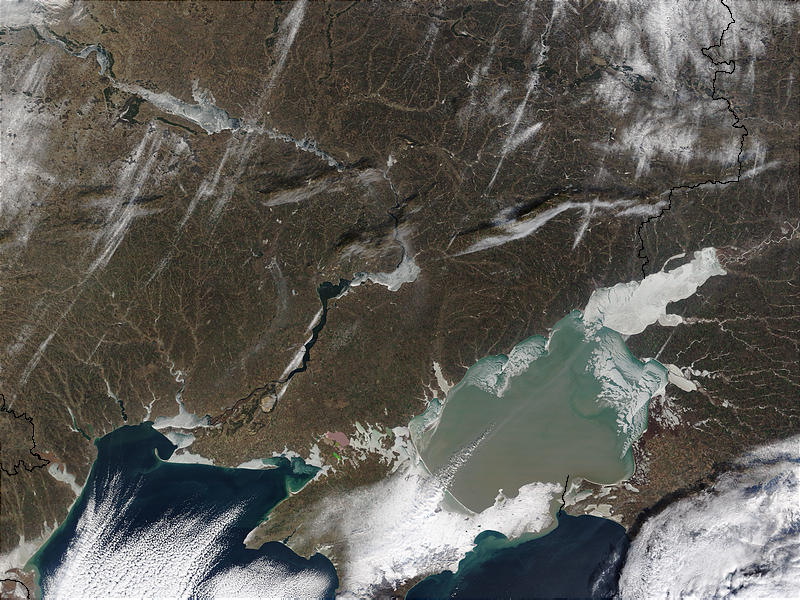
亞速海（右），留意與黑海海水顏色的差異
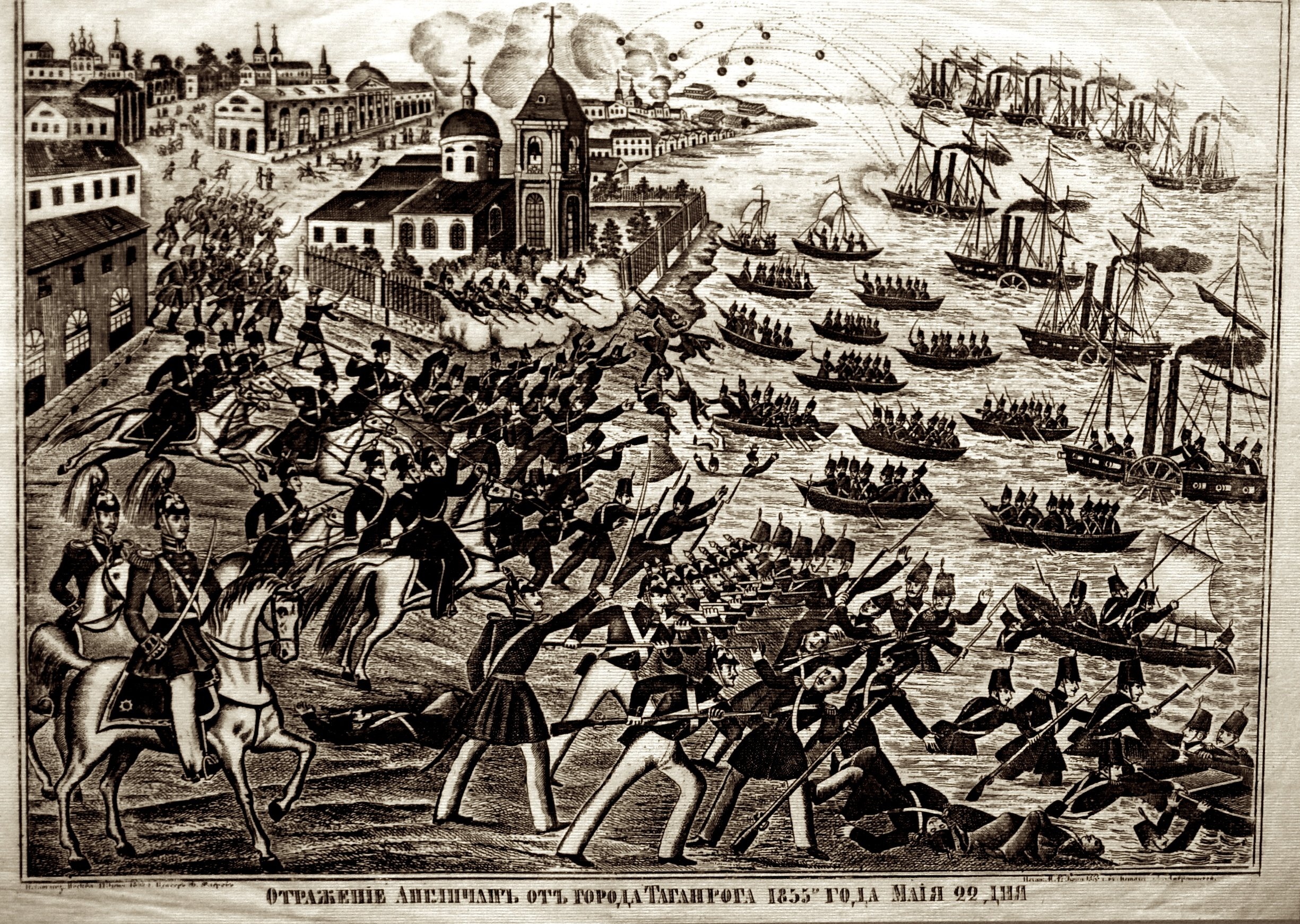
克里米亞戰爭中的亞速海艦隊
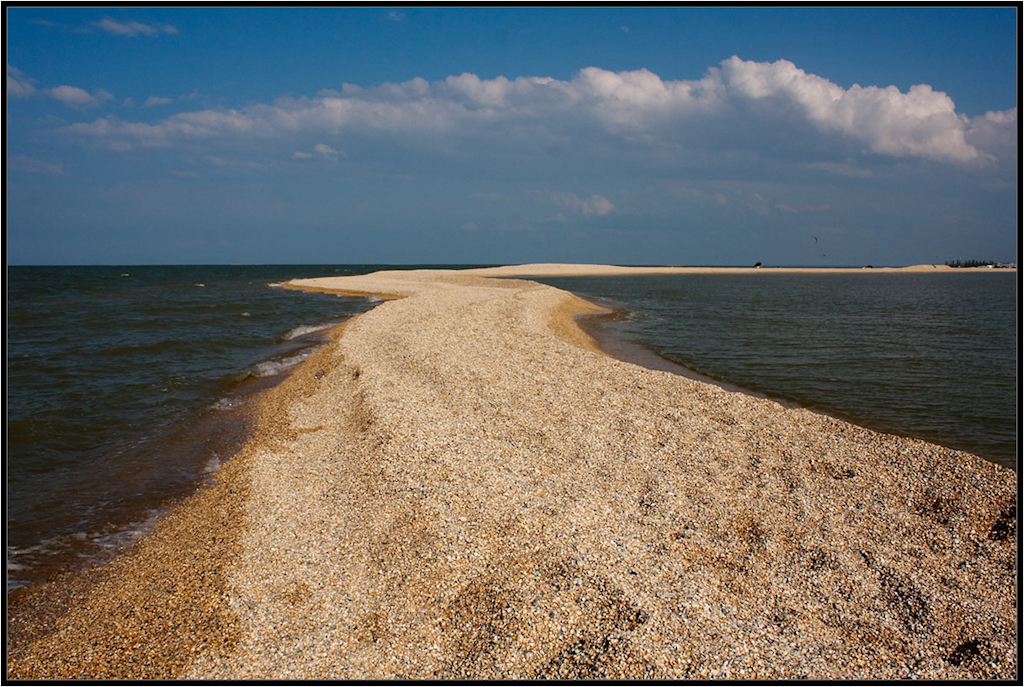
亞速海東岸
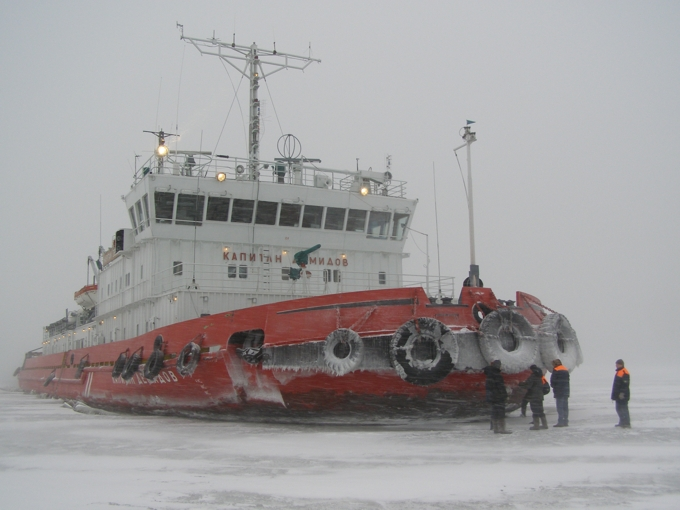
冬季基本是冰封期
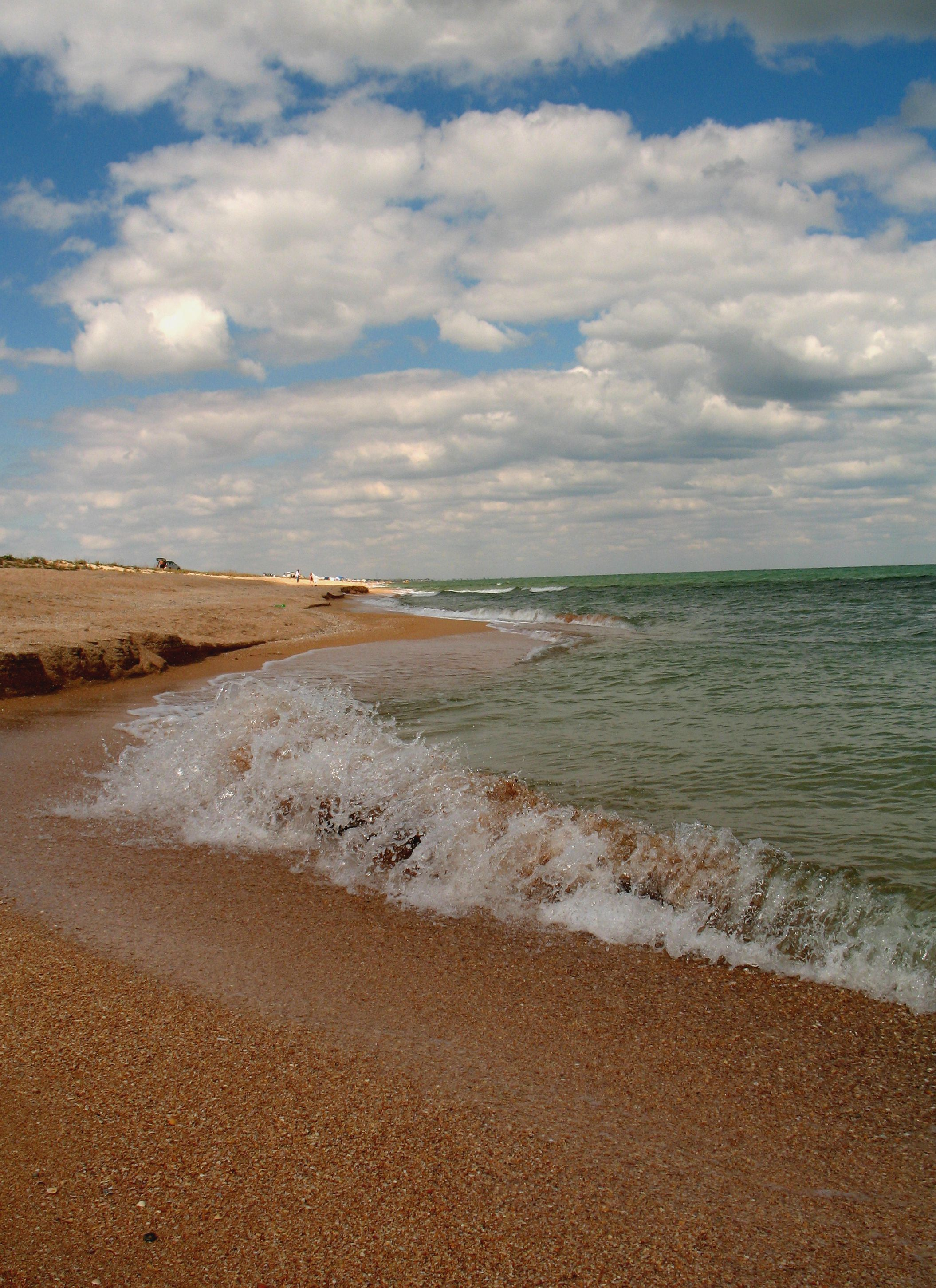
Azov-Syvash國家公園